# Convento de Nuestra Señora de la Luz (Brozas)
El convento de Nuestra Señora de la Luz es un edificio histórico del siglo XVI ubicado a las afueras de la villa española de Brozas, en la provincia de Cáceres. Fue fundado en 1554 como convento para franciscanos descalzos, quienes lo ocuparon hasta su exclaustración en 1835. Entre 1999 y 2002 fue rehabilitado para su uso como hotel.
Se ubica en las afueras suroccidentales de la villa, junto a la carretera EX-302 que lleva a Herreruela.  El edificio forma parte desde 2016 del conjunto histórico bien de interés cultural de la villa de Brozas.

## Historia
El convento se fundó sobre una primitiva ermita, dedicada a la Virgen de la Luz, y llegó a ser cenobio capitular de la provincia de San Gabriel para los franciscanos descalzos. Su construcción se inició por iniciativa de la villa en 1554, con licencia real y bajo la dirección inicial de Pedro de Ibarra, y se completó a lo largo de los siglos XVI y XVIII. El convento se hizo conocido en toda la zona, incluyendo el vecino reino de Portugal, por la costumbre del "toro de San Marcos", en la cual se hacía recorrer a un toro las distintas estancias del convento el día de la fiesta de San Marcos, llegando a subir el animal al presbiterio de la iglesia conventual, donde simulaban que el toro besaba el altar mayor. Esta costumbre desapareció en el siglo XVIII, tras varias advertencias de la Inquisición.
A principios del siglo XIX, el convento resultó dañado en la Guerra Peninsular y no hubo tiempo para repararlo, ya que los franciscanos descalzos lo abandonaron en 1835, cuando tuvo lugar la exclaustración por la desamortización de Mendizábal. Tras la desamortización pasó a ser una finca agropecuaria, función que cumplió hasta finales del siglo XX. Entre 1999 y 2002, el edificio fue rehabilitado para destinarlo a hotel.

## Descripción
Su trazado responde al esquema clásico de los conventos alcantarinos: la iglesia, de una sola nave con tres tramos y gran dimensión, orientada en sentido canónico, este-oeste, forma uno de los lados del edificio. El templo conventual incluye varias capillas promovidas por la nobleza local, de entre las cuales destaca la capilla de Santa Rosa, construida a lo largo de los siglos XVI y XVII en el lado del evangelio. Junto al presbiterio hay un camarín cúbico. Los contrafuertes y el arco toral de este templo son lo que queda de la ermita gótica original.
Por su parte, el claustro cuadrangular se adosa a la iglesia en su cara sur, y en torno al mismo se organizan en planta baja las distintas dependencias: refectorio, cocina, hospital y almacenes, situándose las celdas en su planta superior. El claustro es de dos cuerpos, pero muy diferentes entre sí: mientras la planta baja tiene arcos de medio punto y columnas de orden toscano, la actualmente tapiada planta alta tenía sencillos vanos adintelados.
El conjunto está construido en mampostería de piedra de granito. Las fachadas exteriores son sobrias, de huecos pequeños e irregularmente dispuestos. La iglesia se cubre con bóvedas de crucería sencilla, presentando en el crucero una linterna de estilo barroco. El acceso al conjunto se produce por la fachada oriental, protegida por una logia o galería porticada, formada por una arquería de medio punto.